# 黃映瑄
黃映瑄（2000年5月20日—），台灣女子羽球選手，畢業於臺北市立大同高級中學。目前就讀國立政治大學企管系。

## 簡歷
2017年8月，黃映瑄出戰懷卡托羽毛球國際賽，在女子單打比賽決賽中以1比2（21-17、23-25、16-21）輸給第四種子加拿大的譚碧賢，屈居亞席。

## 主要比賽成績
| 年份   | 賽事                         | 公開賽級別 | 項目     | 成績   |
| ------ | ---------------------------- | ---------- | -------- | ------ |
| 2017年 | 懷卡托羽毛球國際賽           | 國際系列賽 | 女子單打 | 亞軍   |
| 2017年 | 雪梨羽毛球國際賽             | 國際系列賽 | 女子單打 | 準決賽 |
| 2018年 | 青年奧林匹克運動會羽毛球比賽 | 其他       | 混合團體 | 銀牌   |

| 2007-2017年 | 首要超級賽 | 超級賽 | 黃金大獎賽 | 大獎賽 | 國際挑戰賽 | 國際系列賽 | 未來系列賽 | 其他 |

| 2018-2026年 | 總決賽 | 超級1000賽 | 超級750賽 | 超級500賽 | 超級300賽 | 超級100賽 | 國際挑戰賽 | 國際系列賽 | 未來系列賽 | 其他 |